# 요안니스 4세
요한네스 4세 두카스 라스카리스(그리스어: Ιωάννης Δ΄ Δούκας Λάσκαρις, 1250년 12월 25일 – 1305년) 은 동로마 제국의 망명계승국 중 하나인 니케아 제국의 마지막 황제(재위기간:1258년–1261년)였다.
요한네스는 테오도루스 2세와 불가리아 출신의 옐리나(불가리아 차르 이반 아센 2세의 딸)의 아들로 태어나 8살인 1258년에 아버지가 죽고 제위에 올랐다. 어린 나이여서 아버지 테오도루스 황제는 게오르기우스 무잘론을 섭정으로 앉히고 죽었는데 불과 며칠후 명망 있는 장군인 미카엘 팔레올로고스가 궁정 정변을 일으켜 무잘론 형제를 죽이고 섭정의 자리를 대신했고 급기야 같은해 12월 25일에 공동황제에까지 올랐다.
1261년 미카엘이 콘스탄티노폴리스를 수복하자 어린 요한네스는 콘스탄티노폴리스로 돌아오지 못하고 미하일의 명령에 의해 실명되고 폐위되어 비티니아의 마르마라해 다키비제 요새에 감금되었다. 이때 니케아에서는 가짜 요안니스 4세를 자칭하는 이들의 반란이 일어나기도 했다. 그는 다키베제 요새에서 30년간 감금되었고 1305년에 그곳에서 죽었다.